# Braathens Regional Aviation

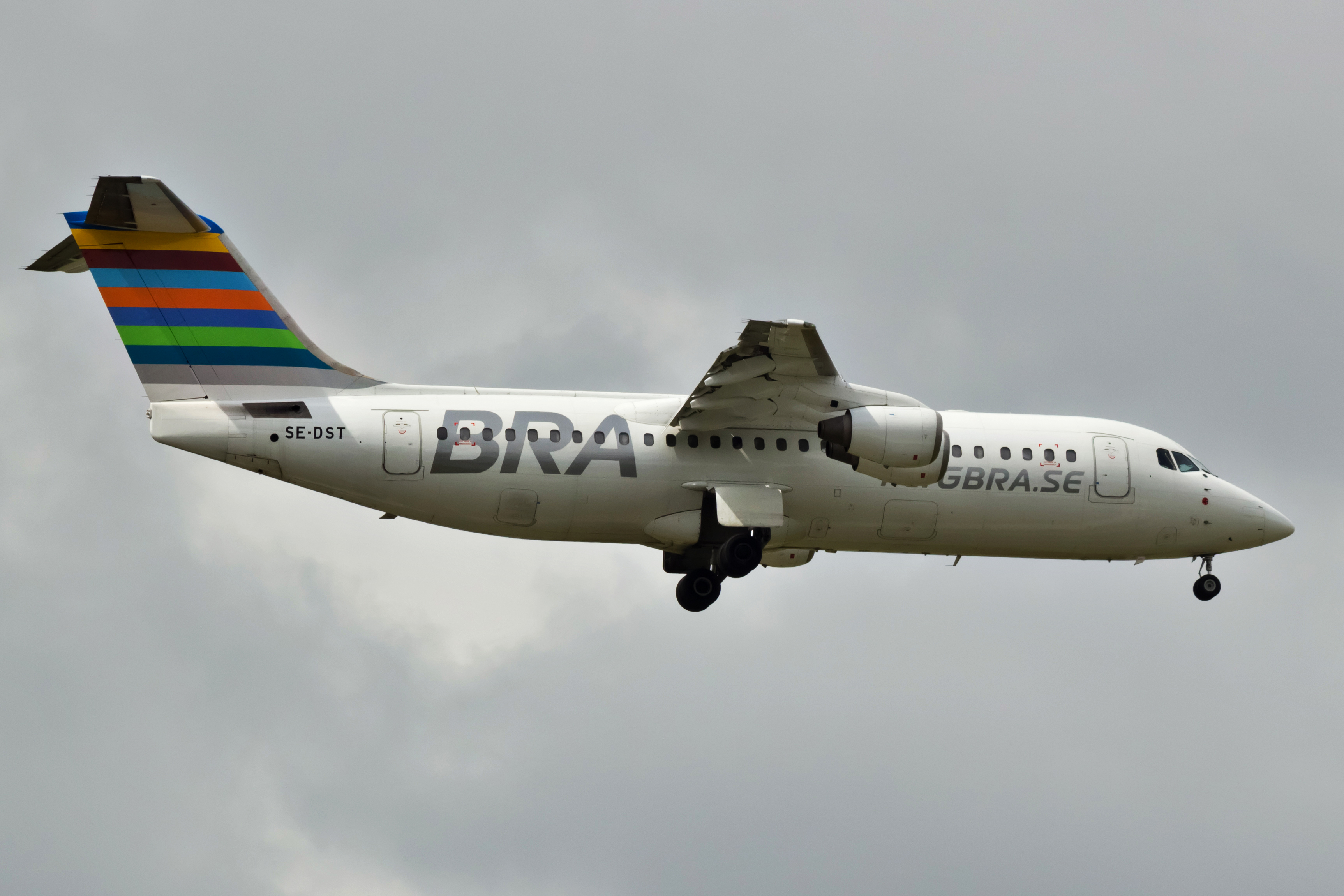
Avro RJ100 авиакомпании под брендом BRA Braathens Regional Airlines

Braathens Regional Aviation — упразднённая шведская авиакомпания со штаб-квартирой в Мальмё, принадлежавшая норвежскому холдингу Braganza. Вместе с другим авиаперевозчиком Braathens Regional Airways холдинга работала на условиях «мокрого» лизинга (аренда самолётов вместе с экипажами) на регулярных маршрутах в интересах авиакомпании BRA Braathens Regional Airlines.
Перевозчик прекратил всю операционную деятельность 6 апреля 2020 года.

## История
Компания была основана в 1981 году и предлагала услуги по обучению пилотов и выполнению чартерных рейсов. В конце 1980-х годов авиакомпания включилась в грузовые перевозки для TNT Express на самолётах BAe 146-200QT, Fokker F27 Friendship, Fairchild F-27 и Fairchild Hiller FH-227.
11 февраля 1992 года компания вошла в состав холдинга «CityAir Scandinavia», 16 апреля следующего года была передана под управление другой компании «Wiklund Inter Trade», получив при этом новое название Malmö Aviation Schedule. В августе 1998 года норвежский холдинг «Braathens» получил полный контроль над Malmo и в начале следующего года присоединил к ней небольшую авиакомпанию Braathens Sweden, ранее работавшую под торговой маркой Transwede.
В марте 2016 года Malmö Aviation вместе с другим перевозчиком Sverigeflyg была поглощена авиакомпанией BRA Braathens Regional Airlines, сменив при этом своё название на Braathens Regional Aviation.
В марте 2017 года авиакомпания объявила о приостановке своего заказа на самолёты Airbus A220 по причине нового правительственного налога на билеты, который ожидаемо привёл к резкому снижению продаж билетов на внутренние маршруты. В мае 2019 года компания расторгла контракт на поставку 10 лайнеров Airbus A220.

## Флот
В марте 2020 года воздушный флот авиакомпании Braathens Regional Aviation составляли следующие самолёты:
| Тип самолёта | В эксплуатации | Заказано | Пассажирских мест | Примечания |
| ------------ | -------------- | -------- | ----------------- | --- |
| Embraer 190  | 3              | 2        | 106               | под брендом BRA Braathens Regional Airlines, мокрый лизинг из German Regional Airlines; возвращены в апреле 2020 года |
| Всего        | 3              |          |                   | |